# کردهای‌شمال‌شرق‌ایران
کرد‌های‌شمال‌شرقی‌ایران بیشتر در استان خراسان‌شمالی و شمال خراسان رضوی به خصوص در قوچان و آبادی های اطراف آن زندگی می‌کنند شهر های بزرگ کرد نشین، قوچان،بجنورد،آشخانه،گرمه،جاجرم،شیروان و اسفراین است
 اقلیم کردستان عراق
| اقلیم کردستان عراق